# Ca n'Alzina (Sabadell)
Ca n'Alzina o Ca n'Alsina és una masia del municipi de Sabadell, a tocar de Polinyà (Vallès Occidental), inclosa en l'Inventari del Patrimoni Arquitectònic de Catalunya.

## Descripció
És una masia amb característiques típiques del grup II (Danés). Ca n'Alzina presenta una planta rectangular, estructura dividida en tres crugies, planta baixa i pis. La planta baixa té un gran portal d'accés d'arc rodó de mig punt i adovellat a cada costat sengles finestres la de l'esquerra arrebossada i la de la dreta amb pedres d'emmarcament. Al pis, tres obertures de finestres rectangulars de diferents mides. La finestra que dona a la crugia central accentua l'eix de simetria a la façana. A la llinda té gravada una data (1609 i Pere Joan Alsina) possiblement commemora una reestructuració. La coberta de teules àrabs i ràfec d'escàs voladís, és a dos vessants i carener perpendicular a la façana.
Posteriorment, s'han fet treballs de restauració i recuperació que en l'actualitat han donat com a resultat la conservació de la masia. S'han respectat les primigènies estructures, tant a l'interior com a l'exterior. Al costat esquerre o ponent s'ha afegit un cos que no era propi de la primera edificació, però per motius de l'explotació de la masia, s'ha dedicat a estables per a bestiar. A la façana principal es conserva un pedrís i un abeurador per als animals, elements també característics i habituals d'aquests tipus de masia amb bestiar.